# Lillasjö (Länghems socken, Västergötland)
Lillasjö är en sjö i Tranemo kommun i Västergötland och ingår i Ätrans huvudavrinningsområde. Sjön har en area på 0,218 kvadratkilometer och ligger 165 meter över havet.

## Delavrinningsområde
Lillasjö ingår i det delavrinningsområde (639439-134798) som SMHI kallar för Utloppet av Lillasjö. Medelhöjden är 173 meter över havet och ytan är 3,93 kvadratkilometer. Det finns inga avrinningsområden uppströms utan avrinningsområdet är högsta punkten. Vattendraget som avvattnar avrinningsområdet har biflödesordning 2, vilket innebär att vattnet flödar genom totalt 2 vattendrag innan det når havet efter 151 kilometer. Avrinningsområdet består  mestadels av skog (44 procent) och sankmarker (45 procent). Avrinningsområdet har 0,21 kvadratkilometer vattenytor vilket ger det en sjöprocent på 5,4 procent.